# Blagoje Bersa
Blagoje Bersa (ur. 21 grudnia 1873 w Dubrowniku, zm. 1 stycznia 1934 w Zagrzebiu) – chorwacki kompozytor operowy. 

## Życiorys
Studiował w Zagrzebiu u Ivana Zajca oraz w Konserwatorium Wiedeńskim u Roberta Fuchsa. 

## Twórczość
Główną dziedziną jego twórczości była muzyka operowa, w której łączył pierwiastki narodowe z osiągnięciami aktualnych prądów w muzyce zachodnioeuropejskiej, głównie impresjonizmu, ekspresjonizmu oraz włoskich werystów. W operze Oganj (Ogień) wprowadził muzyczną imitację odgłosu pracy fabrycznych maszyn, wzorując się w tym względzie na Luizie Gustave’a Charpentiera. Największą popularność zyskała fantastyczna opera Szewc z Delft na podstawie Kaloszy szczęścia Hansa Christiana Andersena.

## Opery
- Oganj (pol. Ogień) - 1911
- Postolar od Delfta (pol. Szewc z Delft) - 1914
- Jelka